# Karl Bögler

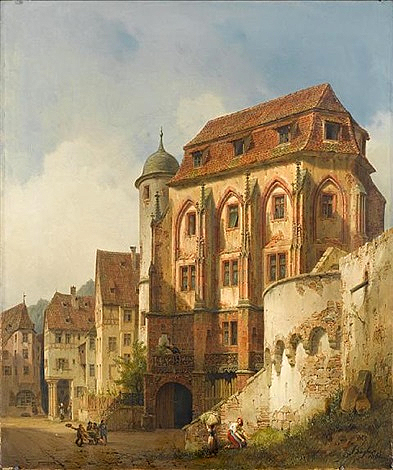
Stadtansicht

Karl Bögler (* 1837 in München; † 1866 ebenda) war ein deutscher Architekturmaler.
Nach einem Privatstudium bei Michael Neher besuchte Bögler ab dem 18. Oktober 1856 die Königliche Akademie der Künste in München.
Karl Bögler malte Ansichten von alten Häusern im Stil von Michael Neher.
Er starb im Alter von 29 Jahren.